# Ballerina (film 2023)
Ballerina (발레리나?) è un film del 2023 scritto e diretto da Lee Chung-hyun.

## Trama
Disperata per la morte della sua migliore amica che non è riuscita a proteggere, l'ex guardia del corpo Jang Ok-Ju decide di esaudire l'ultimo desiderio di quest'ultima: vendicarsi di chi l'ha uccisa.

## Distribuzione
Il film è stato distribuito sulla piattaforma Netflix a partire dal 6 ottobre 2023.